# Oubliés de Clipperton
 (décembre 2016).
Pour les articles homonymes, voir Clipperton.
Les oubliés de Clipperton sont des personnes membres d'une garnison mexicaine qui ont été oubliées sur l'île Clipperton de 1914 au 17 juillet 1917 à la suite de la Révolution mexicaine.

## Histoire

### Contexte

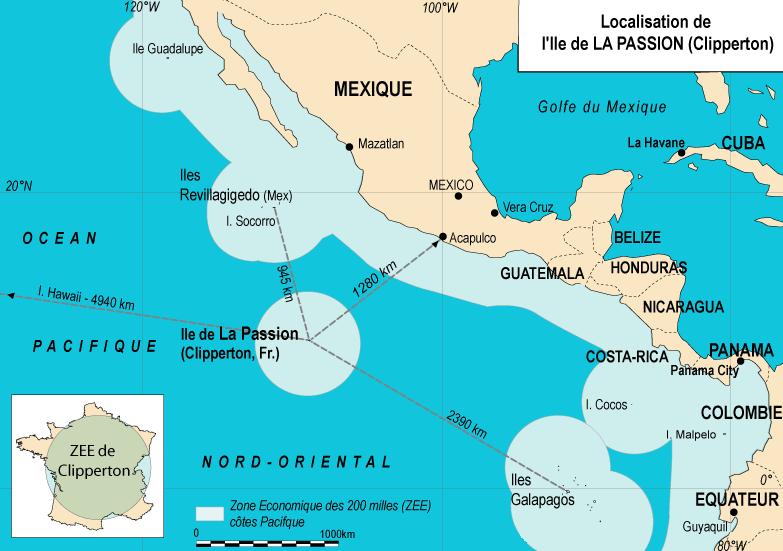
Localisation de l'île Clipperton dans l'océan Pacifique.

L'île Clipperton, située dans l'océan Pacifique Nord, est découverte au début du XVIIIe siècle (1704 puis 1711) par des navigateurs français qui la baptisent « île de la Passion ». L'île est inhabitée. Le 17 avril 1858, le lieutenant français Victor Le Coat de Kerveguen prend possession de l'île au nom de la France, dans le but d'y exploiter le phosphate. Toutefois, les difficultés conduisent les Français à abandonner l'île, qui est ensuite exploitée par les Américains de 1892 à 1897. À la suite de l'acquisition des droits d'exploitation du guano par l'entreprise britannique Pacific Island Company en 1906, une base est créée sur Clipperton. Un phare est édifié sur le point culminant de l'île, le Rocher, visible à 30 milles marins. En 1907, le président mexicain, le général Porfirio Díaz, y dépêche une petite troupe d’une dizaine de soldats et leurs femmes, placée sous les ordres du capitaine Ramón Arnaud, descendant d’une famille française, afin de revendiquer la souveraineté mexicaine.

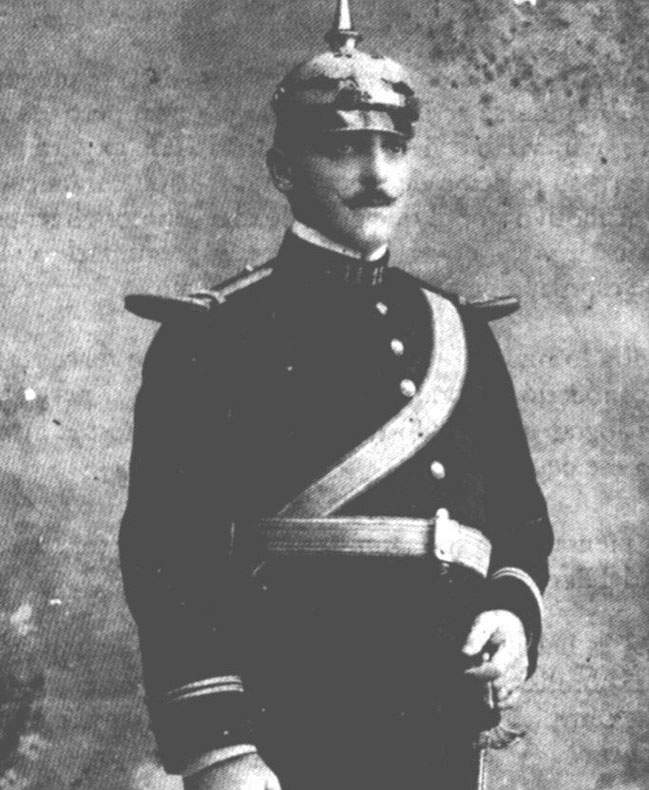
Ramón Arnaud (ici en septembre 1908) est le capitaine de la garnison mexicaine sur l'île Clipperton.

Ramón Arnaud rentre au Mexique pour se marier en 1908 avec Alicia Rovira Gómez, fille d'un commerçant catalan. La famille s'installe sur Clipperton et le couple y a trois enfants.
La garnison mexicaine est composée en 1914 d'une centaine de personnes. L'île étant totalement désertique (fréquentée seulement par des millions de crabes et de nombreux oiseaux), elle est approvisionnée tous les quatre mois par un bateau venu d'Acapulco.
En 1910, une insurrection éclate au Mexique : c'est le début de la révolution mexicaine, marquée par des conflits dans l'ensemble du pays, menée par le mouvement zapatiste. En 1911, Francisco Madero, initiateur de la révolution, est élu président, mais il est assassiné un an et demi plus tard durant un coup d'État. Les troubles politiques et la guérilla s'intensifient.

### Isolement
En février 1914, un cyclone ravage l'île, détruisant les potagers de la garnison. À la fin du mois de juillet un croiseur de l'US Navy, l'USS Cleveland (en), vient secourir les habitants, mais le chef de la garnison refuse d'embarquer sur un navire ennemi. Le gouvernement mexicain oublie la garnison de soldats installée sur place avec femmes et enfants. 

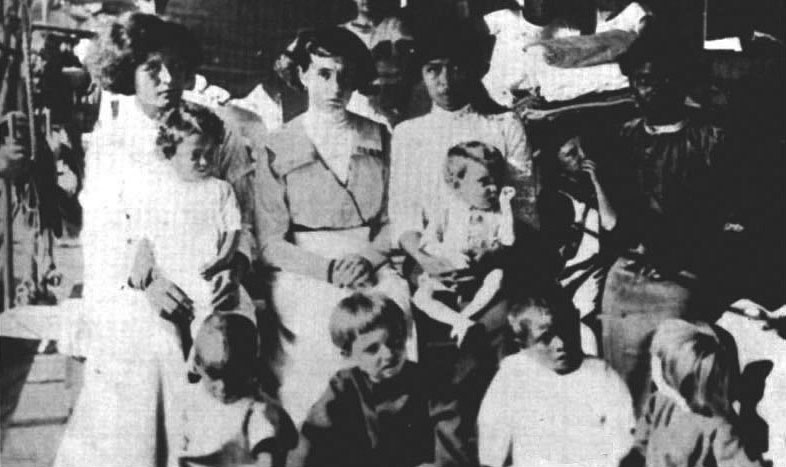
Les onze survivants de l’île Clipperton photographiés sur l'USS Yorktown en 1917.

En 1917, n'ont survécu que le gardien du phare, Victoriano Álvarez, et 15 femmes et enfants. Victoriano Álvarez s'est proclamé roi. Son règne brutal (on l'accuse notamment de viol et de meurtre) se termine par son assassinat par la veuve du capitaine Arnaud. Le 18 juillet 1917, le lendemain de la mort de Victoriano Álvarez, l'USS Yorktown, venu vérifier que les Allemands n'avaient pas installé de base sur l'île, découvre les onze derniers survivants — trois femmes, une adolescente et 7 enfants — et les ramène en Californie. Jugées pour leur crime, les femmes sont acquittées et rentrent au Mexique.
Entre 1959 et 1962, quand le Mexique reconnaît la souveraineté française sur l'ile Clipperton en 1959, la France propose la nationalité française aux 11 survivants de 1917 et à leurs descendants. Les modalités sont fixées à un délai prenant fin au 1er janvier 1962. Aucun des 11 survivants, ni leurs descendants, ne donnent suite à la proposition française.

## Dans la culture
Les oubliés de Clipperton ont inspiré plusieurs romans et œuvres cinématographiques : 
- Récit historique Clipperton, l'île tragique d'André Rossfelder, Albin Michel, 1976  (ISBN 978-2226002846) ;
- Film Clipperton, the island time forgot (1981) par Jacques-Yves Cousteau ;
- Gilbert Pastor, L'Homme de Clipperton, Luneau Ascot, 1er janvier 1986 (ISBN 978-2-402-02622-2, lire en ligne) ;
- Roman La Isla de La Pasión de Laura Restrepo, 1989[5] ;
- Roman Le Roi de Clipperton de Jean-Hugues Lime, le Cherche-Midi éditeur, 2002  (ISBN 2-86274-947-8) pour la 1re édition ;
- Documentaire Clipperton, 2004, réalisé par Robert Amram (Royaume-Uni), produit par ALTI Corporation ;
- Roman L'Île aux fous d'Ana García Bergua, traduction française aux Mercure de France, 2009[6].
- « Les oubliés de l'île de Clipperton », série « In extremis, histoires de survie », émission issue du podcast « Naufragés - une histoire vraie », par Daniel Fiévet et Emmanuelle Fournier ; première diffusion le 15 novembre 2023 [écouter en ligne sur Radio France]